# Het Schoor (Groningen)
Het Schoor, vroeger Ezinger Schoor genoemd, is een streekje in de gemeente Westerkwartier in de provincie Groningen. Hoewel het niet op de topografische kaart is te vinden wordt het door de gemeente wel genoemd als een van de kernen van de gemeente.
Het Schoor ligt langs het Reitdiep, boven Ezinge. Het is te bereiken via de ernaar vernoemde doodlopende Schoorsterweg. De naam komt van schoor, hetgeen "aangewassen grond", "voorland" of "kwelder" betekent en verwijst naar het feit dat het vroeger buitendijks gelegen was aan het Reitdiep. In 1794 werd het ingedijkt in de Saaksummerpolder. De oude Reitdiepdijk is hier nog grotendeels aanwezig.
Tussen 1714 en 1864 heeft er een pelmolen gestaan bij het huis aan de Schoorsterweg 10. Het betrof een zeskant op een stenen onderbouw. Nabij de molen lag in de 19e eeuw een steiger met een los- en landingplaats aan een buitenbocht van het Reitdiep.
De kop-hals-rompboerderij De Stulp aan de Schoorsterweg 1 dateert uit 1895. De boerderij aan de Schoorsterweg 6 dateert waarschijnlijk van omstreeks 1800 en had vroeger een Friese schuur, maar werd waarschijnlijk in 1886 ook verbouwd tot kop-hals-rompboerderij. In 1937 werd een tweede kap aangebouwd bij de schuur. Aan westzijde van de boerderij ligt een oude kolk, die ook wel 'Ezinger kolk' wordt genoemd en ontstaan is tijdens de Kerstvloed van 1717. Ten westen van deze kolk loopt de oude Reitdiepdijk bijna lijnrecht naar het westen. Aan binnenzijde van deze dijk lag vroeger een weg, die liep vanaf de Roodehaansterweg ten noorden van Saaksum naar de weg Oldijk ten westen van Ezinge. Op deze weg kwam tot de aanleg van het Oldehoofsch Kanaal in 1825 ook de oprit van de boerderij uit. De weg werd in de loop van de 20e eeuw weggehaald, maar is nog herkenbaar aan de perceelsgrenzen.